# Uromyces aegopogonis
Uromyces aegopogonis ist eine Ständerpilzart aus der Ordnung der Rostpilze (Pucciniales). Der Pilz ist ein Endoparasit von Wasserdosten und Stevien sowie von Aegopogon-Süßgräsern. Symptome des Befalls durch die Art sind Rostflecken und Pusteln auf den Blattoberflächen der Wirtspflanzen. Sie ist ein Endemit Mexikos.

## Merkmale

### Makroskopische Merkmale
Uromyces aegopogonis ist mit bloßem Auge nur anhand der auf der Oberfläche des Wirtes hervortretenden Sporenlager zu erkennen. Sie wachsen in Nestern, die als gelbliche bis braune Flecken und Pusteln auf den Blattoberflächen erscheinen.

### Mikroskopische Merkmale
Das Myzel von Uromyces aegopogonis wächst wie bei allen Uromyces-Arten interzellulär und bildet Saugfäden, die in das Speichergewebe des Wirtes wachsen. Die Aecien der Art besitzen 19–36 × 15–28 µm große, hyaline Aeciosporen mit warziger Oberfläche. Die gelbbraunen Uredien des Pilzes wachsen unterseitig auf den Wirtsblättern. Ihre gelben bis goldbraunen Uredosporen sind 19–24 × 18–22 µm groß, zumeist eiförmig bis breitellipsoid und stachelwarzig. Die blattunterseitig wachsenden Telien der Art sind schwarzbraun, kompakt und früh unbedeckt. Die kastanienbraunen Teliosporen sind einzellig, in der Regel kugelig bis breit eiförmig und 24–28 × 21–27 µm groß. Ihre Stiele sind farblos bis bräunlich und bis zu 60 µm lang.

## Verbreitung
Das bekannte Verbreitungsgebiet von Uromyces aegopogonis umfasst lediglich Mexiko.

## Ökologie
Die Wirtspflanzen von Uromyces aegopogonis sind für den Haplonten Wasserdoste (Eupatorium spp.) und Stevien (Stevia spp.) sowie Aegopogon cenchroides, A. geminiflorus und A. gracilis für den Dikaryonten. Der Pilz ernährt sich von den im Speichergewebe der Pflanzen vorhandenen Nährstoffen, seine Sporenlager brechen später durch die Blattoberfläche und setzen Sporen frei. Die Art durchläuft einen Entwicklungszyklus mit Spermogonien, Aecien, Telien und Uredien und vollzieht einen Wirtswechsel.